# エヴェン語
エヴェン語（エヴェンご、エヴェン語: эвэды торэн、ロシア語: Эве́нский язы́к、英語: Even language）は、ツングース諸語の北部諸語に属す言語のひとつ。シベリア東部に住むツングース系民族であるエヴェン人（旧称：ラムート人）の言語である。ラムート語ともいわれる。

## 概要
アルタイ諸語の一つ、ツングース諸語に属しており、エヴェンキ語・オロチョン語・ネギダール語とは近い関係にある。かつてはエヴェンキ語とともに「ツングース語」と総称されていたこともあった。
エヴェン人はシベリアの広大な地域に分散して居住しているため、方言や地方語は多い傾向にある。説によっては数十種の方言があるとされるが、おおまかにエヴェン語の方言は西部・中部・東部の三大方言区に分けられる。また、これとは別にアルマン方言という特定方言区も存在する。
1850年代以降、エヴェン語の文字化の試みは何度か行われたが、1930年代以降になってようやくエヴェン文が正式に確立した。このエヴェン文は主としてエヴェン語東部方言群のオラ方言を基に作られている。
エヴェン語の研究は19世紀末に始まるが、エヴェン語辞典や学術的著作が発表されるようになるのは1950年代以降である。この時期に作られたベンツィングの『ロシア語エヴェン語辞典』（1952年）はエヴェン語二万語ほどを載せており、エヴェン語主要方言の大多数の語句を納めている。

## 分布
エヴェン人は主に東シベリア方面のマガダン州、カムチャッカ地方に住んでいる。またサハ共和国にはエヴェン人の約半数が居住するものの、その多くはサハ語を日常語として用いている。

## 音韻
エヴェン語の母音には七つの短母音（a, ə, o, ө, u, i, e）と七つの長母音（aa, əə, oo, өө, uu, ii, ee）が存在し、この中では比較的短母音の使用率が高い。エヴェン語にも複合母音は存在するが、専ら外来語に用いられる。
エヴェン語の子音には p, m, w, d, t, n, l, r, s, g, k, x, ŋ, ɲ, dʒ, ʧ, j の18があり、複合子音も幾つか存在する。アルタイ諸語の特徴として子音r音は語頭に表れることはなく、子音 n, g, s, r は語尾への出現率が比較的高い。また、母音調和の原則は厳格で母音は陽性母音（a, aa, o, oo）、陰性母音（ə, əə, ө, өө）、中性母音（i, ii, e, ee, u, uu）の三つに分類されて、陽性母音と陰性母音は一つの語の中で共に表れることはできない。